# 弗洛雷什蒂鄉 (普拉霍瓦縣)
45°2′N 25°48′E / 45.033°N 25.800°E
弗洛雷什蒂鄉（羅馬尼亞語：Comuna Florești, Prahova），是羅馬尼亞的鄉份，位於該國中南部，由普拉霍瓦縣負責管轄，面積30平方公里，海拔高度301米，2007年人口7,610，人口密度每平方公里257人。